# Filtro anaerobio de flujo ascendente
El filtro anaerobio de flujo ascendente o FAFA es un componente ocasional de plantas de tratamiento. La función del filtro, también llamado reactor anaerobio tiene por finalidad reducir la carga contaminante de las aguas servidas.
El agua servida es alimentada al filtro a través del fondo, construido de forma que permita distribuir el flujo en forma uniforme en toda la sección del filtro. El agua a ser tratada se hace pasar a través de un cuerpo poroso (piedra), llevándola  al contacto con una fina biopelícula de microorganismos adheridos a la superficie, o floculados, donde se realiza el proceso de degradación anaerobia.
Los filtros anaerobios generalmente operan, con una razonable eficiencia de remoción de carga contaminante, en el rango mesófilo de temperaturas, es decir, entre 25 y 38 °C